# بسكال شاوميل
بسكال شاوميل (بالفرنسية: Pascal Chaumeil) (و. 1961 – 2015 م) هو مخرج أفلام، وكاتب سيناريو، وكاتب حوار ‏ فرنسي، ولد في باريس، بدأ مشواره المهني سنة 1982، توفي في باريس، عن عمر يناهز 54 عاماً، بسبب سرطان.

## جوائز
حصل على جوائز منها:

مهرجان كابورغ السينمائي

## وصلات خارجية
- بسكال شاوميل على موقع IMDb (الإنجليزية)
- بسكال شاوميل على موقع قاعدة بيانات الأفلام العربية
- بسكال شاوميل على موقع ألو سيني (الفرنسية)
- بسكال شاوميل على موقع أول موفي (الإنجليزية)
- بسكال شاوميل على موقع قاعدة بيانات الأفلام السويدية (السويدية)
- بسكال شاوميل على موقع قاعدة بيانات الفيلم (الإنجليزية)
- بسكال شاوميل على موقع كينوبويسك (الروسية)